# Ierî
Litera Ierî (Ы, ы), de asemenea ortografiată ca Yery, este o literă a alfabetului chirilic. Litera a fost inițial utilizată în scrierea limbii slavone, fiind pronunțată ca un "î" românesc ([ɨ]). Ulterior a fost preluată în grafia limbilor rusă, bulgară și sârbocroată (printre altele), cu aceeași pronunție.
În scrierea limbii române cu alfabetul chirilic român, semnul <ы> reprezintă vocala "î"/"â" ([ɨ]). În grafia veche însă, combinațiile de sunete "în" și "îm" erau însă reprezentate de litera specifică în.